# サタハピ しずおか
『サタハピ しずおか』（サタハピしずおか）は、2015年4月4日から2019年3月30日まで静岡朝日テレビ（SATV）で放送されていたローカルワイド番組。現在の放送時間は、毎週土曜日 9:30 - 10:25（JST）。2017年10月14日からは第2部として土曜日 10:25 - 10:55（JST）に『サタハピ ぷらす』が放送されていた。

## 概要
静岡県内のグルメ情報を主体とした情報バラエティ番組である。番組放映開始当初は『筧利夫のサタ☆ハピ!しずおか』という番組名で、筧利夫と広瀬麻知子の二人による司会であったが、2016年3月26日の放映をもって筧が番組を卒業、広瀬単独の司会となって番組内容もリニューアル、番組名も「サタハピ しずおか」と改めた。
2016年4月からはお笑いタレントをSPゲストとして招いている。
2017年4月22日放送分にて放送100回を迎えた。
2019年3月30日放送分を以て『サタハピ ぷらす』と共に番組を終了した。4月6日からは『とびっきり!しずおか土曜版』（9:30 - 13:00）を放送。尚、『亮のシズオカレンダー』や『サタさんぽ』等の一部コーナーは「土曜版」へ継続。但し、「さんぽ」の出演者が、川田広樹(ガレッジセール)から、八木真澄(サバンナ)に変更された。

## 出演者
- 広瀬麻知子（静岡朝日テレビアナウンサー）
- 佐野伶莉（静岡朝日テレビアナウンサー、2016年7月29日 - ）
- 宮崎玲衣（静岡朝日テレビアナウンサー、2017年8月5日 - ）
- 五十嵐雅
- 竹田純
- 田村亮（ロンドンブーツ1号2号、2016年4月2日 - ） - 毎月第1週に生出演（「亮のシズオカレンダー」は第2週にも放送）
- 武内由紀子（2016年6月10日 - ） - 準レギュラー
- 柴田英嗣（2016年5月20日 - 2019年3月16日） - 準レギュラー
- 川田広樹（ガレッジセール、2017年10月14日 - ） - 『ぷらす』のみ[3]
- ちゅ〜りっぷ（2017年10月14日 - ） - 『ぷらす』のみ

また、橋本ありすなどの静岡朝日テレビアナウンサーがナレーションを担当しているほか、ご意見番としてグルメ情報誌、旅行雑誌のデスク・編集長が週替わりで出演している。

### 過去の出演者
- 筧利夫（2015年4月4日 - 2016年3月26日） - 出身地である静岡県で持った初のレギュラー番組であった[4]が、舞台のため生放送出演が出来ない時期もあった。
- 横田真理子（当時静岡朝日テレビアナウンサー、2015年4月4日 - 2016年3月26日） - 主に天気予報を担当
- 相場詩織（当時静岡朝日テレビアナウンサー、2015年4月4日 - 4月25日） -「エンタメマルシェ」を担当
- 出原大樹（当時静岡朝日テレビアナウンサー、2015年4月4日 - ）
- MIKA☆RIKA（2015年10月3日 - 2016年6月25日）

## 主な企画
- 中継くん→中継さん - 番組開始から2015年9月までは出原が中継くんとしてウォーリー風の衣装（赤ボーダーのシャツ、黒ぶちメガネ）で行う中継コーナーだったが、2015年10月以降は中継さんと改め、白スーツで登場するようになった。
- 亮のシズオカレンダー - ロンブー亮が県内各地で農業・漁業の体験をする。事前収録。特別番組として、2017年8月7日には『サタハピSP 亮のシズオカレンダー～真夏のゴールデン祭り～』（ゲスト：ボビー・オロゴン、椿鬼奴）[5]、12月18日には『師走のゴールデン祭り』（ゲスト：鈴木奈々、中山優馬）が放送された。

### 過去の企画
- 静ジャニ∞への道 - 関ジャニ∞のエコパアリーナ公演（2015年9月12日、13日）にゲスト参加する県内在住の素人ダンサーのオーディションおよび出演までの過程を取材。
- 若者たち - 筧が静岡県内各地を散策する（2015年8月1日 - 2016年3月26日）。事前収録。

## 備考
- 2016年4月16日は、同日未明に発生した平成28年熊本地震（本震）に関するANN報道特別番組のため、急遽休止となった。